# Zespół pałacowy Krasickich w Dubiecku
Zespół pałacowy Krasickich w Dubiecku – zespół zamkowy rodu Krasickich zlokalizowany w południowo-wschodniej części Dubiecka (województwo podkarpackie), na lewym brzegu Sanu, przy drodze wojewódzkiej nr 884 z Dynowa do Przemyśla. Figuruje w rejestrze zabytków od 28 stycznia 1969 pod numerem A-298.

## Składniki zespołu
Na zespół składają się następujące budynki, budowle i obiekty:
- murowany zamek pochodzący z drugiej ćwierci XVI wieku, rozbudowywany do 1611, w latach 1771–1780 (lub 1790[1]) przekształcony w pałac, rozbudowany w 1920,
- murowane pozostałości skrzydła południowego z drugiej ćwierci XVI wieku, przebudowane w początku XVII wieku i w większości rozebrane po 1771 (zachowały się piwnice),
- XVI-wieczne pozostałości fortyfikacji ziemnych,
- XIX-wieczny, murowany most nad fosą,
- kapliczka i krzyż z przełomu XIX i XX wieku,
- murowane ogrodzenie wraz z bramą wjazdową z XVIII i XIX wieku,
- park krajobrazowy (angielski) z XVIII i XIX wieku[2].

## Historia i architektura

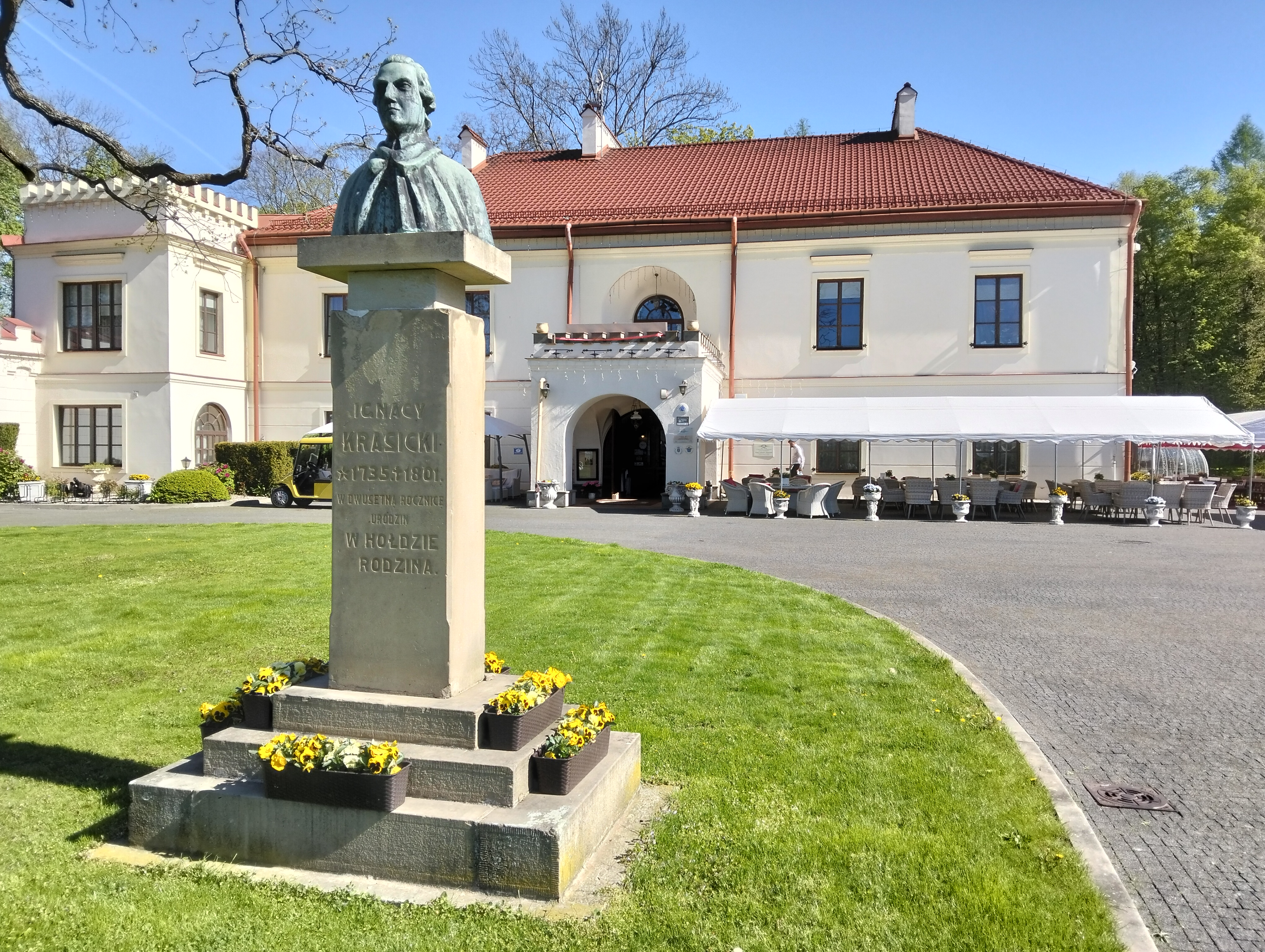
Pomnik Ignacego Krasickiego

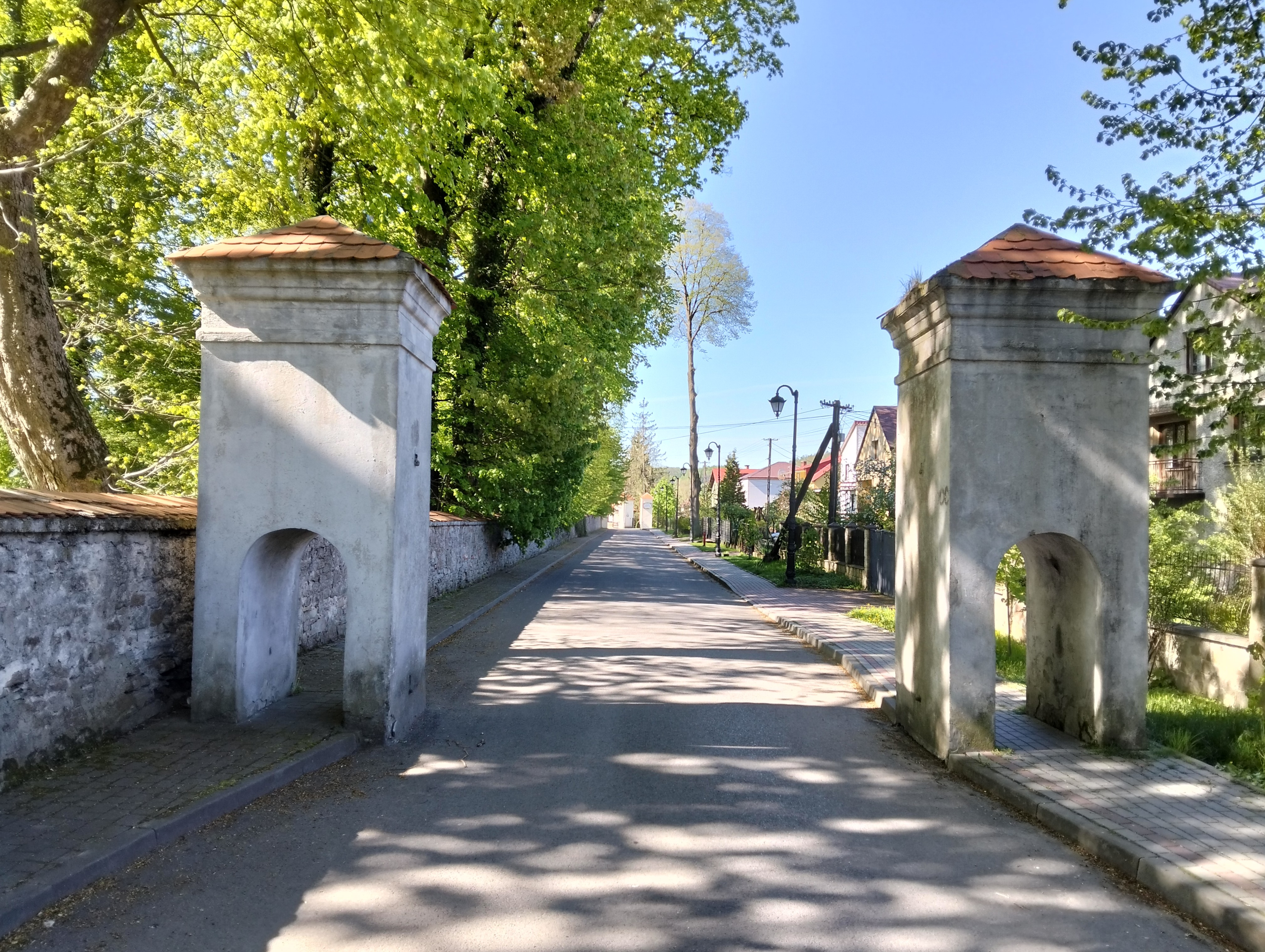
Brama wjazdowa do parku

Drewniany zamek, siedziba magnacka, powstał po 1503 z inicjatywy Piotra Kmity. W latach 1531–1588 dobra pozostawały w rękach Stadnickich, w wyniku ślubu Nawojki Kmity ze Stanisławem Stadnickim. Andrzej Stadnicki sprzedał włości Stanisławowi Krasickiemu, kasztelanowi przemyskiemu. W 1905 zmarła Aleksandra z Krasickich Konarska (ostatnia dziedziczka z rodu Krasickich) i obiekt przeszedł w ręce Konarskich, w których pozostał do 1958, a potem stał się własnością skarbu państwa (kolejno: Wojewódzki Komitet Kultury Fizycznej w Rzeszowie, a od 1961 Zakłady Płyt Pilśniowych w Przemyślu, jako ośrodek kolonijny). W latach 1966 –1968, z inicjatywy Muzeum Ziemi Przemyskiej, dokonano remontu kilku komnat z przeznaczeniem na Muzeum Biograficzne Ignacego Krasickiego, funkcjonujące w latach 1969–1999 (otwarcie nastąpiło 10 kwietnia 1969). W 1999 obiekt nabyła przedsiębiorca z Prałkowic, Michalina Kołcz, która w latach 2000–2003 zaadaptowała pałac na hotel.
Drewniany dwór Kmity zastąpiono około połowy XVI wieku murowanym kasztelem Stanisława Mateusza Stadnickiego. Była to ufortyfikowana budowla mieszkalno-obronna, czworokątna z wewnętrznym dziedzińcem. Mniej więcej w tych samych latach Stadnicki wybudował 120 metrów na wschód od kasztelu dom „Krasiczynek”, który rozebrano w drugiej połowie XIX wieku. Do 1611 trwały przebudowy zamku realizowane przez Stanisława Krasickiego i jego syna Jerzego. Dobudowano wówczas m.in. skarbczyk przy wschodniej ścianie skrzydła północnego. Za Krasickich obok zamku zbudowano wolnostojące oficyny i założono park angielski. Stanisław Konarski dobudował taras z podjazdem od południa, gdzie zlokalizował główne wejście. Od zachodu, pod kątem prostym, dostawił długą, parterową oficynę z basztą i alkierzem. Od tego czasu zamek przestał być budowlą obronną, a stał się rezydencją. W 1788 powstała oranżeria, a w jej sąsiedztwie tzw. chałupka w ogrodzie oraz izdebka na promenadzie. Obiekty gospodarcze istniały w przeszłości poza ogrodzeniem, od zachodu.
Główna część pałacu (dawnego zamku) jest dwukondygnacyjna, podpiwniczona, kryta dachem czterospadowym. Oficyna jest parterowa, pozbawiona piwnic i kryta dachem pulpitowym. Alkierz ma dach płaski i zdobi go neogotycki krenelaż. Główną elewacją pałacu jest północna z wejściem, pseudorenesansowym nadprożem i półkolistą loggią powyżej. Wieńczy ją gzyms kostkowy. Od północnego-zachodu przylega masywna szkarpa. Oficyna pozbawiona jest od strony podjazdu otworów okiennych, zdobią ją pasy i bonie, a wieńczy fryz.
We wnętrzu pałacu na uwagę zasługuje salon owalny na osi środkowej i skarbiec we wschodniej części parteru (najstarsza zachowana część). Z wyposażenia zachowały się m.in. drzwi, okiennice i krata skarbca z XVIII wieku, malowidło (fryz i plafon) z XIX wieku w sali przy skarbcu, trzy sztuki drzwi klasycystycznych i sztukateryjne gzymsy na pierwszym piętrze oraz gotyckie portale kamienne w piwnicach poza pałacem.
Park krajobrazowy jest założeniem wieloosiowym opartym na wcześniejszym rozplanowaniu geometrycznym i pierwotnej dąbrowie. Jest położony na wysokim tarasie pradoliny Sanu. Istnieją tu pozostałości fortyfikacji, fos i wałów z XVI wieku. Dawniej od południa, przez park, prowadził główny wjazd do rezydencji. Na krawędzi skarpy rzecznej znajduje się widokowa promenada z panoramą doliny Sanu. Pomiędzy sadzawką a kręgiem kamiennym znajduje się krzyż oznaczający prawdopodobne położenie dawnego budynku „Krasiczynek”. Figura Matki Bożej stoi w miejscu dawnej oranżerii. Przy głównym wejściu, na gazonie stoi XX-wieczne popiersie Ignacego Krasickiego z brązu na cokole.

## Postacie historyczne
Z pałacem związane były postacie historyczne:
- Stanisław Stadnicki (1551–1610) – magnat, sobiepan, zwany „Diabłem Łańcuckim”,
- Ignacy Krasicki (1735–1801) – biskup warmiński, poeta, prozaik, publicysta i encyklopedysta (urodzony w pałacu, upamiętniony pomnikiem in situ).